# استرومو
استرومو (به دانمارکی: Strømø) یا استرِیموی (به لاتین: Streymoy) بزرگ‌ترین و پرجمعیت‌ترین جزیره در میان جزایر فارو است. شهر توشهاون پایتخت و بزرگترین شهر جزایر فارو است که در قسمت جنوبیِ کرانهٔ خاوریِ استرومو قرار گرفته‌است و حدود ۱۹٬۰۰۰ نفر جمعیت دارد.

## نگارخانه

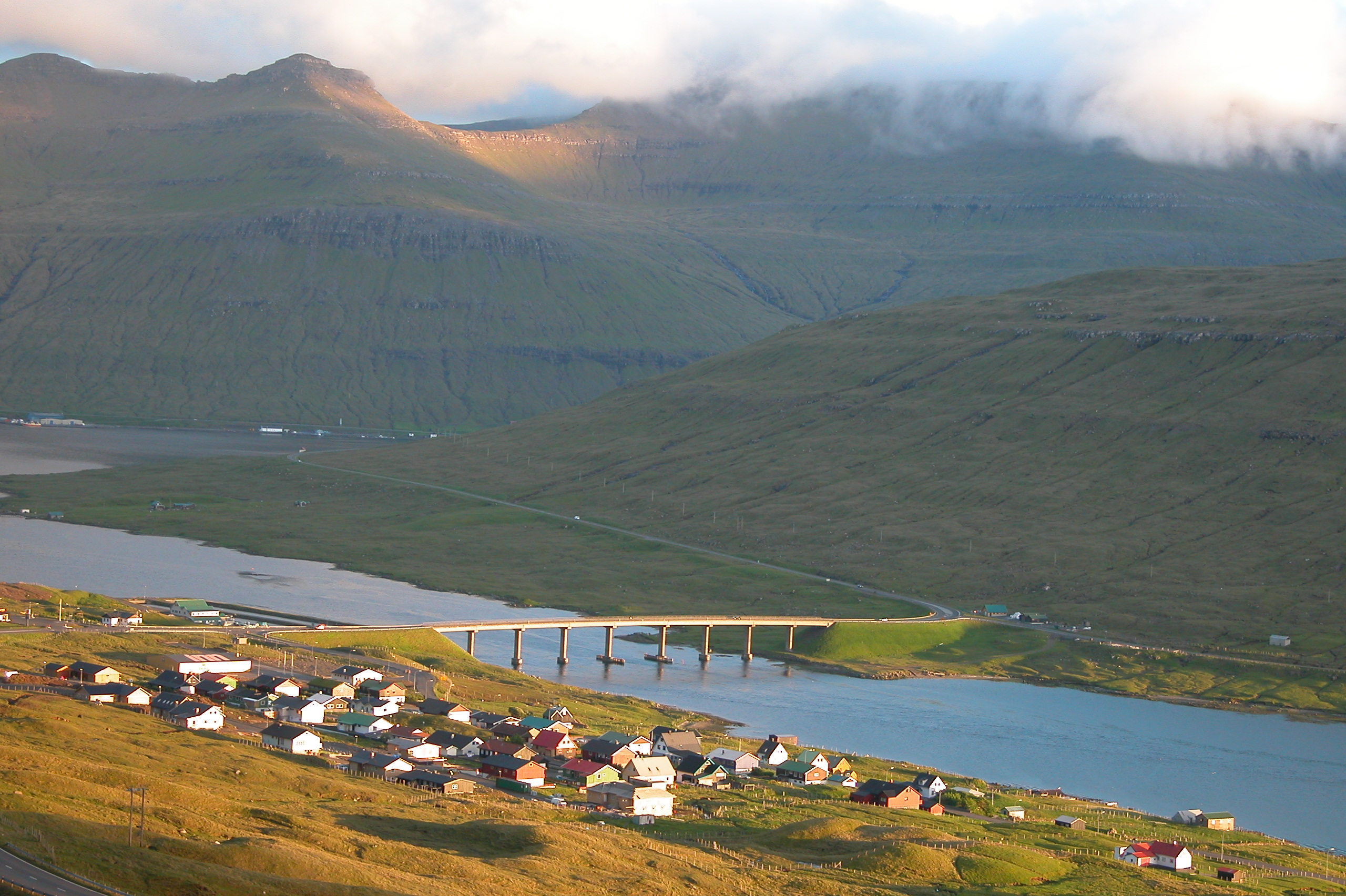
سوندینی
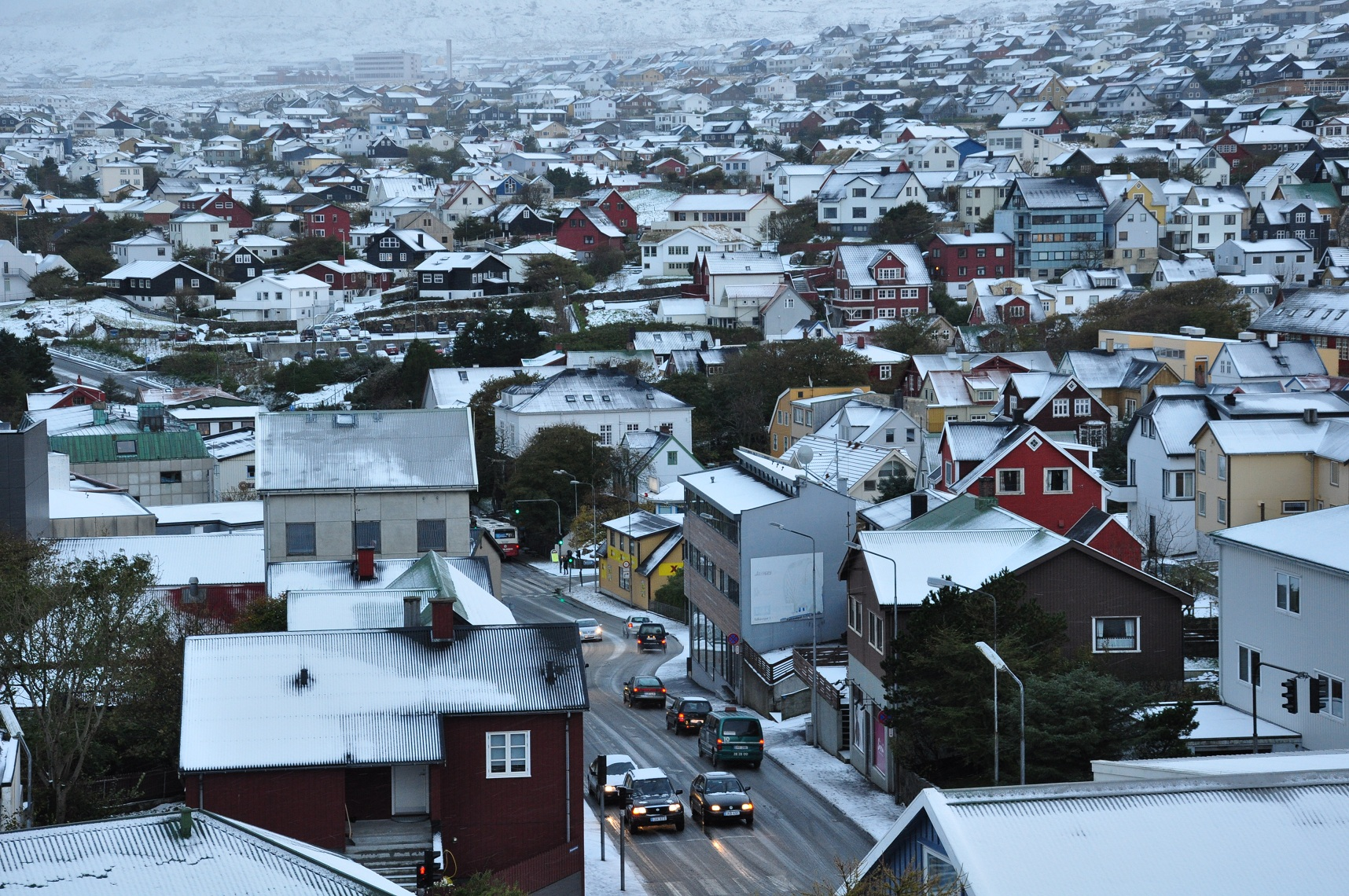
نمایی از توشهاون
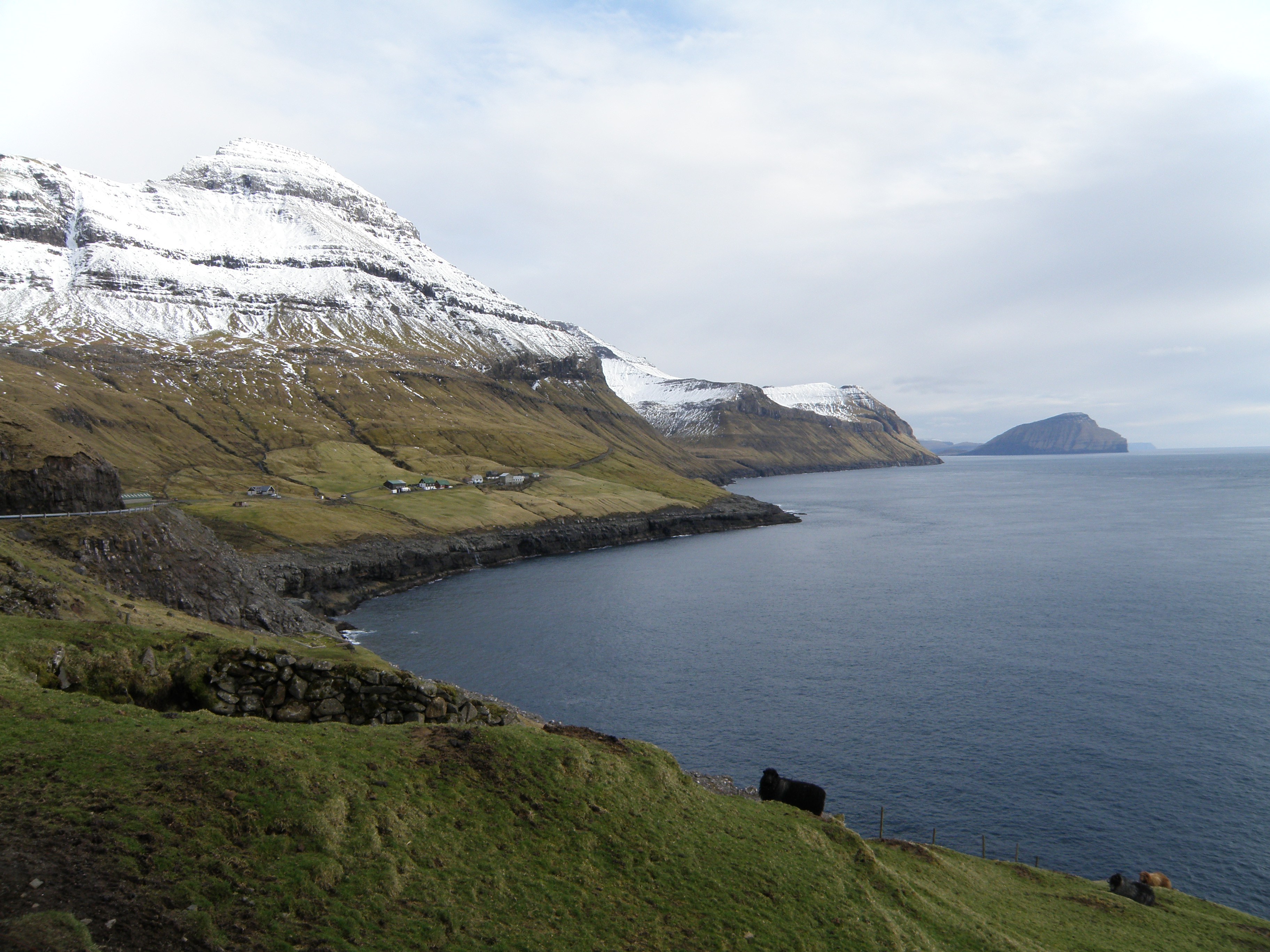
شلینگور و کرانهٔ غربیِ استرومو
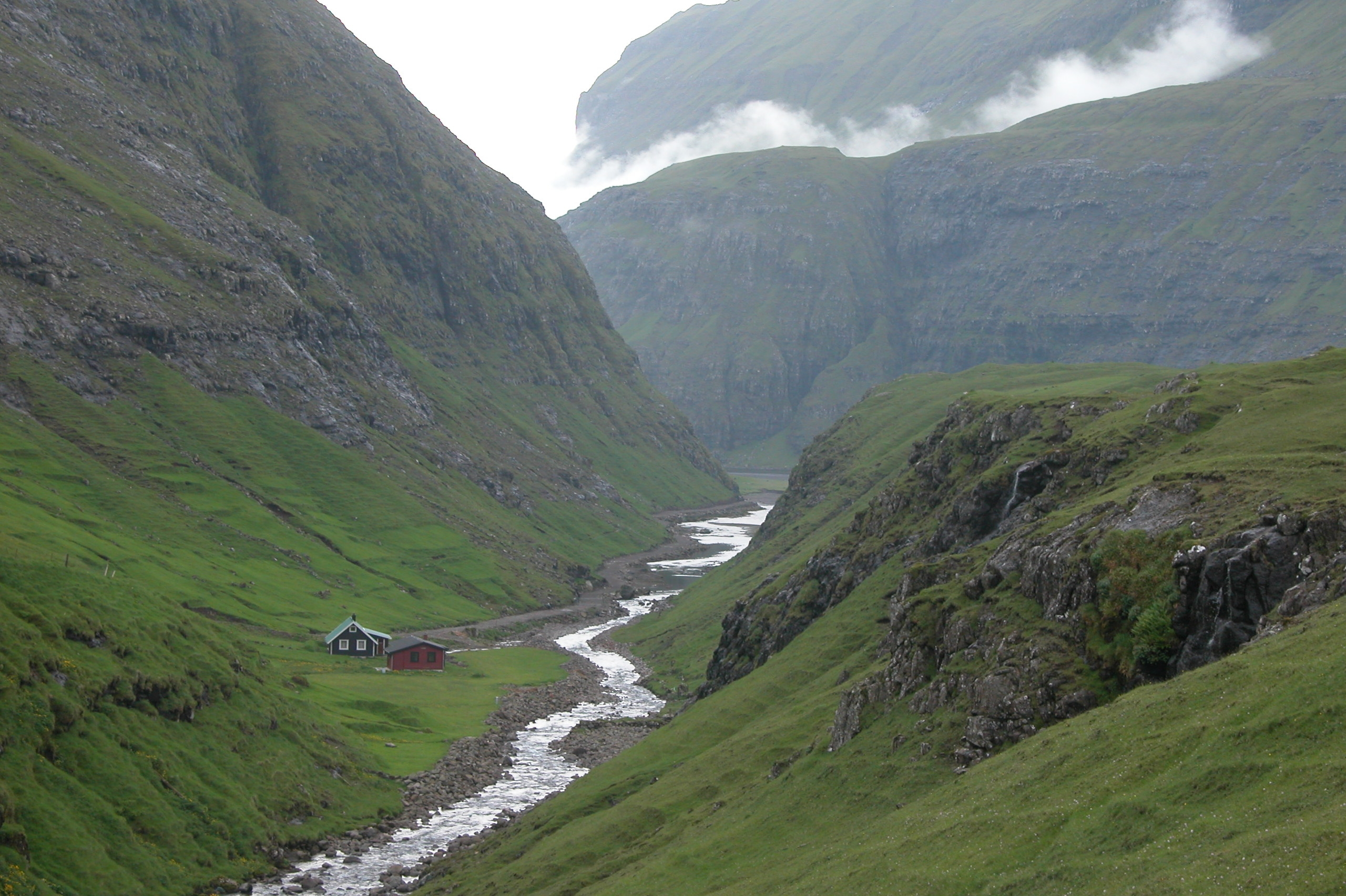
ساکسون
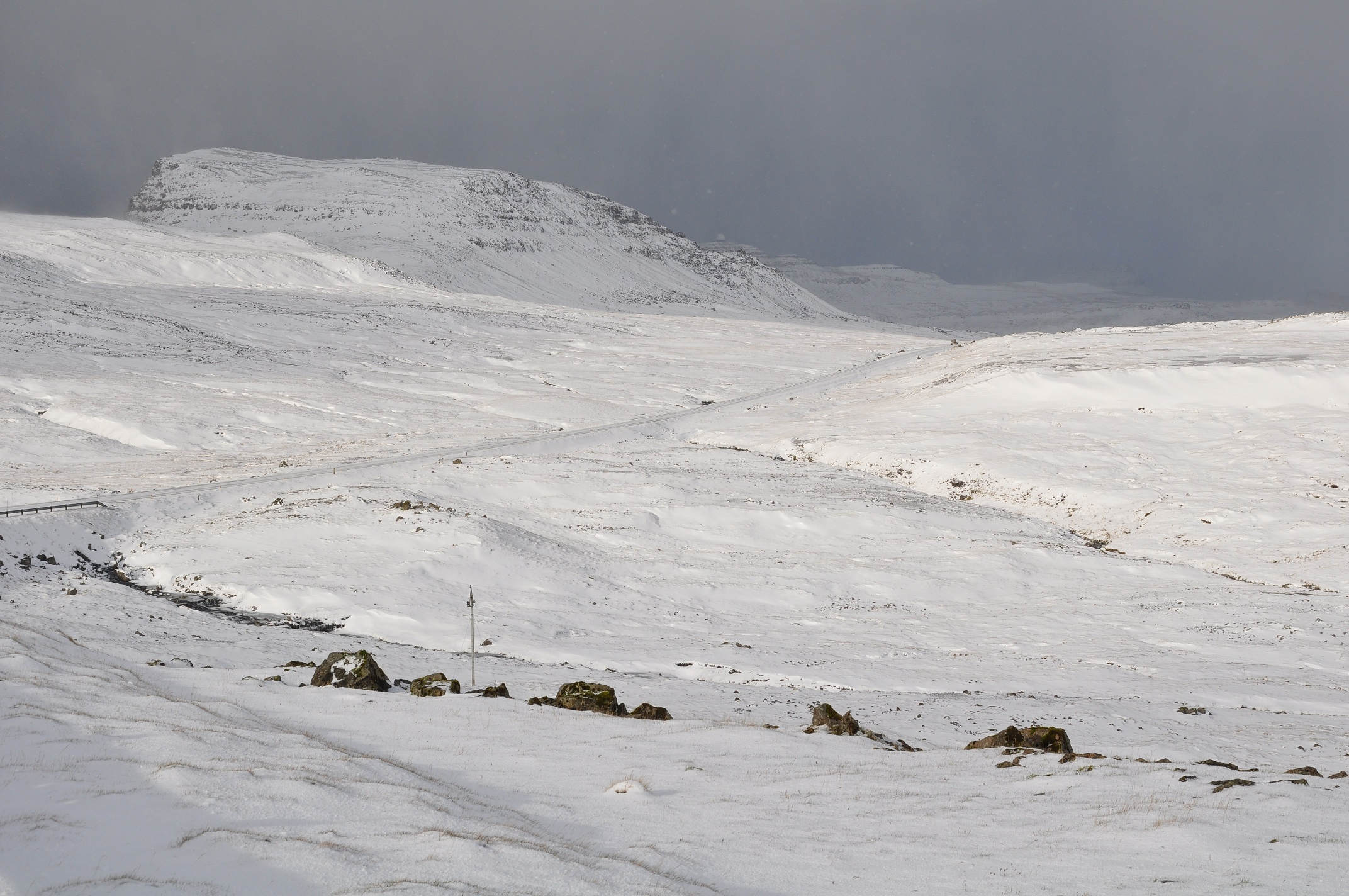
جادهٔ شمارهٔ ۱۰ در شمال توشهاون